# Conus kenyonae
Conus kenyonae é uma espécie de gastrópode do gênero Conus, pertencente à família Conidae.